# Шутромино (Ярославская область)
Шутромино — упразднённая в 1996 году деревня в Некрасовском районе Ярославской области России. Входила на год упразднения  в состав Левашовского сельсовета. Ныне урочище на территории сельского поселения Некрасовское.

## География
Деревня находилась на востоке центральной части области, в зоне хвойно-широколиственных лесов, на расстоянии примерно 18 километров (по прямой) к юго-востоку от посёлка городского типа Некрасовское, административного центра района. 

### Климат
Климат характеризуется как умеренно континентальный, с умеренно холодной зимой и тёплым летом. Среднегодовая температура воздуха — 3,2 °C. Средняя температура воздуха самого холодного месяца (января) — −11,7 °C (абсолютный минимум — −50 °C); самого тёплого месяца (июля) — 17,6 °C (абсолютный максимум — 35 °C). Годовое количество атмосферных осадков составляет около 554 мм, из которых большая часть выпадает в тёплый период.

## История
Официально упразднена Постановлением Государственной Думы Ярославской области от 19 ноября 1996 года N 94 «Об исключении из учётных данных населённых пунктов Некрасовского района Ярославской области».